# Mamia II de Gourie
Mamia II de Gourie (géorgien : მამია II გურიელი ; mort en 1625) est un souverain du début du XVIIe siècle de la principauté de Gourie en Géorgie occidentale. Fils et successeur de Georges II, il obtient le trône en 1600 après avoir passé une décennie en tant que chef des armées gouriennes. En tant que Prince de Gourie, il s'engage dans une politique extérieure pro-géorgienne, tentant de s'allier avec les autres États géorgiens et entrant en conflit contre l'empire ottoman. Sa politique échoue toutefois et le contraint à rester sous l'influence de Constantinople, tandis que ses relations avec l'Imereti dégénèrent dans un conflit armé, avant son assassinat par son propre fils en 1625.

## Biographie

### Jeunesse et accession
Mamia Gourieli est né à une date inconnue après 1566 au sein de la dynastie des Gourieli, une puissante famille géorgienne noble dirigeant la principauté de Gourie en tant que souverains semi-indépendants depuis le XVe siècle. Il est le fils aîné de Georges II de Gourie (règne en 1564-1583 et 1587-1600) et probablement de sa première épouse, une fille du prince Léon Ier de Mingrélie. Le règne de son père est instable et largement représenté par des conflits entre les différents États géorgiens, menant George II à s'exiler temporairement à Constantinople en 1583. Que le jeune Mamia ait accompagné son père dans l'empire ottoman ou non n'est pas connu.
À la suite du retour de son père au trône de Gourie en 1587, Mamia est accordé de nombreuses responsabilités. En 1589, il mène les troupes de Gourie dans la guerre enclenchée par son père contre le royaume d'Imereti et parvient, avec l'aide de renforcements ottomans, à déposer le roi Rostom, un favorit de la principauté de Mingrélie, en faveur d'un prince cadet qui devient Bagrat IV. Mamia Gourieli reste à Koutaïssi sous ordres de son père afin de protéger le trône instable. Dès 1590 toutefois, sa défense s'effondre devant les armées de Simon Ier de Kartli, le roi géorgien à l'est de l'Imereti, qui dépose Bagrat IV et expulse les troupes gouriennes.
En 1591, des pirates abkhazes, sous la direction du prince Poutou, lancent des raids maritimes sur la côte de la mer Noire de Gourie. Mamia, responsable des forces gouriennes, parvient à les vaincre.
En 1600 (ou 1598 d'après certaines sources), Georges II meurt et Mamia lui succède en tant que Mamia II de Gourie, un prince de facto indépendant mais formellement sous la dépendance du royaume d'Imereti.

### Guerre contre les Ottomans

Blason des Gourieli au XVIIe siècle.

Dès le début de son règne, Mamia II change la politique extérieure de son père, dont des ambitions l'avaient poussé à mener une politique pro-ottomane et anti-Koutaïssi. L'historien Vakhoucht Bagration, qui écrit plus d'un siècle après la mort de Mamia, décrit que l'accession au trône princier de Mamia II mène à une période de paix entre l'Imereti, la Gourie, et la Mingrélie. Le mariage de sa fille aînée Anna au roi Teïmouraz Ier de Kakheti en 1606 (ou 1607, 1608 d'après certaines sources) indique une politique d'alliance par Mamia II avec l'ensemble des États géorgiens.
Dans un renversement complet de la politique pro-turque de son père, Mamia II parvient à forger une alliance avec la Perse séfévide en 1609 en utilisant ses liens avec la Kakheti pro-séfévide. Profitant de la guerre turco-persanne de 1603-1618, il mène une armée jointe entre la Gourie et la Mingrélie et parvient à envahir l'Adjarie, ancienne terre gourienne annexer par l'empire ottoman près de 50 ans plus tôt, et anéanti les troupes turques stationnées à Batoumi en 1609. Toutefois, l'aide militaire séfévide n'arrive jamais jusqu'en Gourie, la Perse n'ayant pas d'ambitions impériales en Géorgie occidentale, et Mamia II engage les Cossaques du Caucase du nord pour protéger les gains gouriens. Ceux-ci traversent la Dnepr et organisent des raids sur les ports ottomans de la mer Noire.
Constantinople répond en imposant un blocus maritime sur la Gourie et la Mingrélie, les privant de toute importation de sel et de fer. En 1614, Mamia II et Léon II de Mingrélie pétionnent le sultan Ahmed Ier pour trouver une solution pacifique au conflit et le 13 décembre, une ambassade d'Omar Pacha et l'Italien Ludovico Grangiero rencontre le prince de Gourie pour négocier. Ils s'accordent de mettre fin au blocus, en échange du retour de l'Adjarie dans l'empire ottoman, d'un tribut annuel de six grammes d'argent par famille et d'esclaves mâles et femelles. La Gourie obtient aussi le droit de refuser toute armée ottomane. La Mingrélie, l'Abkhazie et l'Imereti obtiennent le même accord quelques mois plus tard.
Mamia II doit toutefois faire face aux Cossaques, qui s'attaquent aux ports du sud-est de la mer Noire en 1616 et s'en prennent aux ports gouriens, mingréliens et ottomans.

### Alliance et rupture
Le retour de la stabilité en Géorgie occidentale autorise Mamia II à rester en paix avec la Mingrélie et l'Imereti. Ensemble, ils rédigent une lettre au tsar Michel Ier de Russie, lui demandant d'accepter l'exil de Teïmouraz Ier de Kakheti, une demande refusée par Moscou. L'unité occidentale se solidifie en 1618 avec le mariage du prince Alexandre Bagration, héritier au trône d'Imereti, à Tamar, fille de Mamia II.
Cette alliance reste éphémère. Dès 1620, Koutaïssi expulse la princesse Tamar Gourieli, l'accusant d'adultère et la forçant de se réfugier en Gourie avec son fils Bagrat. La Gourie et la Mingrélie imposent alors un blocus au royaume d'Imereti et forment un pacte matrimonial : Simon Gourieli, fils et héritier de Mamia II, épouse la sœur de Léon II de Mingrélie, tandis que ce dernier épouse la fille du prince d'Abkhazie. En anticipation d'une attaque par le gouvernement central, la Mingrélie et la Gourie lancent une attaque contre Georges III d'Imereti en décembre 1623.
Une longue guerre civile s'enclanche entre les différents États de Géorgie occidentale, un conflit qui dure jusqu'en 1658 et affaiblit considérablement la région pour les siècles à venir. Léon de Mingrélie devient de facto le suzerain des principautés côtières de la mer Noire et exile Paata Tsouloukidzé, son ancien vizir accusé de trahison, chez Mamia II.

### Assassinat

Mamia II fait construire une chapelle au monastère de Chemomkmedi.

Mamia II a une difficile relation avec ses enfants. Sa fille Anna, reine de Kakheti, meurt en 1610 et son fils Manoutchar meurt à son tour en 1612. Mamia fait construire une chapelle au nom de ce dernier à Tchekhedena, dans la région de Kobouleti, en tant que métochion pour le patriarcat orthodoxe de Jérusalem.
En 1625 (ou en 1627 d'après une annotation du XVIIe siècle dans une anthologie liturgique du monastère de Chemokmedi), en plein conflit avec l'Imereti, il est assassiné par son fils aîné Simon Gourieli dans son sommeil. Simon, qui devient prince de Gourie, fait une donation au monastère d'Atchi pour faire pardonner ses pêchés auprès du catholicossat d'Abkhazie. Léon II de Mingrélie, craignant le changement de pouvoir en Gourie, envahit la principauté, dépose Simon, et devient suzerain des Gourieli.

## Famille
L'épouse de Mamia II de Gourie n'est pas connue. Toutefois, nous connaissons sa progéniture, qui inclut un prince et deux reines :
- Anna Gourieli (morte en 1610), épouse du roi Teïmouraz Ier de Kakheti ;
- Simon Gourieli (mort en 1672), le parricide qui devient prince de Gourie ;
- Manoutchar Gourieli (mort en 1612) ;
- Tamar Gourieli, épouse du prince Alexandre d'Imereti ;
- Tinatine Gourieli (morte en 1627), épouse du prince Kaïkhosro de Moukhran ;
- Hélène Gourieli, épouse de Vameq Ier d'Imereti (fille de Simon Gourieli d'après Cyrille Toumanoff).